# Три краєвиди Японії
Три краєвиди Японії (яп. 日本三景, にほんさんけい, ніхон санкей) — три пейзажі Японії, що найкраще передають красу японської природи та культури.
До них належать:
- острів Міядзіма (Іцукусіма) в провінції Акі (префектура Хіросіма).
- коса Ама-но-хасідате в провінції Танґо (префектура Кіото)
- острови Мацусіма в провінції Муцу (префектура Міяґі)

Усі три місця розташовані на березі моря, оточені скелястими або піщаними пляжами, покриті густим хвойним або широколистим лісом, і мають поблизу старовинні синтоїстські або буддистські храми.
Усі три пейзажі відомі під загальною назвою «Три краєвиди Японії» з 17 століття.